# Julija Wakulenko
Julija Olehiwna Wakulenko (ukrainisch Юлія Оле́гівна Вакуленко; * 10. Juli 1983 in Jalta, damals Ukrainische SSR) ist eine ehemalige ukrainische Tennisspielerin.
Als sie sieben Jahre alt war, trennten sich ihre Eltern. Sie zog mit ihrer Mutter zu deren neuem Lebensgefährten nach Belgrad, damals Hauptstadt Jugoslawiens, und musste zunächst die neue Sprache erlernen. Anfänglich spielte sie ausschließlich auf Sandplätzen Tennis. Später zog sie nach Spanien, wo sie in der Mouratoglou Tennis Academy trainierte. Ihre Stärken waren, bei einer Körpergröße von 1,83 m, der Aufschlag und harte Grundlinienschläge. Wakulenko spricht fließend Russisch, Englisch, Spanisch und Serbisch.

## Karriere
1998 wurde sie Profispielerin. Zunächst trat sie ausschließlich bei ITF-Turnieren an. Gleich bei ihrem ersten Turnier stand sie im Endspiel, beim zweiten gewann sie den Titel. Im Mai 1999 tauchte sie erstmals in der Weltrangliste auf (Platz 511).
Bis zu ihrem Debüt auf der WTA Tour hatte Wakulenko zwei weitere Endspiele bei ITF-Turnieren erreicht. Bei den Australian Open spielte sie 2001 ihr erstes Grand-Slam-Turnier, scheiterte jedoch in der Qualifikation. Besser lief es in Wimbledon und New York, wo sie es jeweils in die Qualifikationsrunde schaffte. Ende des Jahres wurde sie in der Weltrangliste erstmals unter den Top 150 geführt.
In Rom gewann Wakulenko 2002 ihr erstes Match im Hauptfeld eines WTA-Turniers. Ein Jahr später schaffte sie es unter die Top 100, als sie u. a. die dritte Runde der French Open erreicht und ihr viertes ITF-Turnier gewonnen hatte. Im Januar 2004 kämpfte sie sich ins Halbfinale von Canberra. Es folgte ein Viertelfinaleinzug in Estoril und die zweite Runde bei den US Open, wo sie die Nummer zwei der Welt, Amélie Mauresmo, in einen dritten Satz zwingen konnte. Die Saison 2005 begann für Wakulenko erst im Mai. In Wimbledon lieferte sie dann ihr bis dahin bestes Match ab gegen die zweimalige Grand-Slam-Siegerin Mary Pierce, der sie erst nach 2 Stunden und 40 Minuten und zwei vergebenen Matchbällen mit 6:4, 6:7 und 7:9 unterlag.
Nach immer wieder auftretenden Verletzungen und der Stagnation ihrer Ranglistenposition entschloss sie sich für eine Pause vom Tennis. Ein Jahr später kehrte sie zurück und fand mit 16 Siegen in der Sandplatzsaison wieder Anschluss. Im Mai 2007 beendete sie mit ihrem ersten Sieg über eine Top-5-Spielerin die Karriere von Kim Clijsters – für sie selbst bedeutete dies den Einstieg in die Top 50. In der Woche darauf konnte Wakulenko mit Siegen über Amélie Mauresmo und Dinara Safina in Berlin auch die zweite und dritte Top-10-Spielerin bezwingen. Nach einer Durststrecke in den USA besiegte sie bei den US Open Daniela Hantuchová und erreichte dort das Achtelfinale. In Linz bestritt sie schließlich ihr erstes Finale auf der WTA Tour, das sie gegen Lindsay Davenport verlor. Sie erreichte am 19. November 2007 ihr bestes Ranking mit Platz 32. Ende 2009 war sie auf Platz 194 abgerutscht. Bei den Australian Open spielte sie im Januar 2010 ihr letztes Match als Profi.

## Turniersiege

### Einzel
| Nr. | Datum             | Turnier       | Kategorie   | Belag        | Finalgegnerin         | Ergebnis       |
| --- | ----------------- | ------------- | ----------- | ------------ | --------------------- | -------------- |
| 1   | 6. Dezember 1998  | Mallorca      | ITF $10.000 | Sand         | Laura Pena            | 6:4, 6:1       |
| 2   | 24. November 2002 | Deauville     | ITF $25.000 | Sand (Halle) | Virginie Pichet       | 6:2, 6:1       |
| 3   | 8. Dezember 2002  | Boynton Beach | ITF $75.000 | Sand         | Bethanie Mattek-Sands | 6:4, 6:0       |
| 4   | 8. Februar 2009   | Girona        | ITF $50.000 | Hartplatz    | Barbora Strýcová      | 7:5, 2:0 Aufg. |
| 5   | 8. Februar 2009   | Rancho Mirage | ITF $25.000 | Hartplatz    | Lauren Albanese       | 6:0, 6:1       |
| 6   | 27. Juni 2009     | Périgueux     | ITF $25.000 | Sand         | Sophie Ferguson       | 6:2, 7:5       |
| 7   | 16. August 2009   | Koksijde      | ITF $25.000 | Sand         | Iryna Kurjanowitsch   | 7:5, 6:1       |